# Список Народных героев Югославии/Д
В настоящем списке в алфавитном порядке представлены все Народные герои Югославии, чьи фамилии начинаются с буквы «Д» (всего 97 человек). В списке указаны даты присвоения звания и даты жизни Героев.
- Серым цветом в таблице выделены Герои, награждённые орденом Народного героя посмертно.

## Список Народных героев Югославии, фамилии которых начинаются с «Д»
| № п/п | Фото | Фамилия, Имя             | Дата присвоения звания | Годы жизни                         |
| ----- | ---- | ------------------------ | ---------------------- | ---------------------------------- |
| 287   |      | Дакич, Божидар           | 27 апреля 1946         | 3 января 1909 — ноябрь 1941        |
| 288   |      | Дакич, Максо             | 24 июля 1953           | 1913—1986                          |
| 289   |      | Дакич, Милисав           | 12 июля 1949           | 13 сентября 1913 — 21 марта 1943   |
| 290   |      | Дакич, Радое             | 12 июля 1949           | 27 ноября 1911 — 13 января 1946    |
| 291   |      | Дамевский, Джоре         | 27 ноября 1953         | 15 января 1922 — 1995              |
| 292   |      | Дамянович, Божидарка     | 9 октября 1953         | 25 сентября 1920 — 17 января 1996  |
| 293   |      | Дамянович, Данило        | 27 ноября 1953         | 1915—1990                          |
| 294   |      | Данилович, Углеша        | 27 ноября 1953         | 7 февраля 1913 — сентябрь 2003     |
| 295   |      | Дапчевич, Пеко           | 22 октября 1945        | 25 июня 1913 — 10 февраля 1999     |
| 296   |      | Дебеляк, Степан          | 27 ноября 1953         | 19 августа 1908 — 23 ноября 1968   |
| 297   |      | Дедеич, Бошко            | 10 июля 1953           | 18 января 1907 — 29 ноября 1941    |
| 298   |      | Дежман, Антон            | 15 июля 1952           | 16 июня 1920 — 1 июня 1977         |
| 299   |      | Дейович, Алекса          | 30 апреля 1943         | 13 сентября 1922 — 9 апреля 1943   |
| 300   |      | Делетич, Бранко          | 12 июля 1949           | 1915—1942                          |
| 301   |      | Делпин, Растислав        | 5 сентября 1953        | 2 сентября 1920 — 26 декабря 1956  |
| 302   |      | Демоня, Никола           | 19 июня 1945           | 6 декабря 1919 — 6 сентября 1944   |
| 303   |      | Денац, Иван              | 24 июля 1953           | 9 сентября 1917 — 10 января 2001   |
| 304   |      | Дестовник, Карел         | 21 июля 1953           | 19 декабря 1922 — февраль 1944     |
| 305   |      | Джевер, Павле            | 27 ноября 1953         | 1919 — июнь 1943                   |
| 306   |      | Джерек, Стипе            | 27 июля 1953           | 7 сентября 1912 — июль 1942        |
| 307   |      | Джокич, Данило           | 6 ноября 1942          | 18 марта 1909 — ноябрь 1941        |
| 308   |      | Джонович, Бранко         | 30 апреля 1946         | 25 августа 1916 — 29 июля 1944     |
| 309   |      | Джорджевич, Владимир     | 9 октября 1945         | 1905 — 5 ноября 1941               |
| 310   |      | Джорджевич, Драгослав    | 25 ноября 1953         | 6 августа 1919 — 25 сентября 1949  |
| 311   |      | Джорджевич, Драгутин     | 27 ноября 1953         | 1920—2008                          |
| 312   |      | Джорджевич, Стеван       | 27 ноября 1953         | 1919 — 10 июля 1943                |
| 313   |      | Джилас, Алекса           | 5 июля 1951            | 1906 — 2 ноября 1941               |
| 314   |      | Джилас, Милован          | 27 ноября 1953         | 4 июня 1911 — 20 апреля 1995       |
| 315   |      | Джинджо, Рагиб           | 5 июля 1951            | 1923 — ноябрь 1944                 |
| 316   |      | Джонлич, Юсуф            | 20 декабря 1951        | 1920—1944                          |
| 317   |      | Джувер, Живко            | 13 июля 1953           | 1912—1944                          |
| 318   |      | Джюкич, Вуксан           | 27 ноября 1953         | 1916—1943                          |
| 319   |      | Джюкич, Драго            | 27 ноября 1953         | 1920—1981                          |
| 320   |      | Джюкич, Пане             | 20 декабря 1951        | 1922—1952                          |
| 321   |      | Джюкич, Шчепан           | 20 декабря 1951        | 1914—1942                          |
| 322   |      | Джюракич, Радомир        | 27 ноября 1953         | 1920—1943                          |
| 323   |      | Джюранович, Владан       | 27 ноября 1953         | 1924—1944                          |
| 324   |      | Джюрашинович, Воин       | 20 декабря 1951        | 1919—1982                          |
| 325   |      | Джюрджевич, Васо         | 20 декабря 1951        | 1923—1944                          |
| 326   |      | Джюрджевич, Живан        | 27 ноября 1953         | 1891 — 25 мая 1943                 |
| 327   |      | Джюрич, Желимир          | 14 февраля 1949        | 21 апреля 1919 — 25 сентября 1941  |
| 328   |      | Джюрич, Михайло          | 6 ноября 1942          | 12 декабря 1917 — август 1942      |
| 329   |      | Джюричич, Блажо          | 27 ноября 1953         | 1914—1991                          |
| 330   |      | Джюричкович, Бошко       | 10 июля 1952           | 1914—2003                          |
| 331   |      | Джюркович, Никола        | 11 июля 1945           | 1908—1943                          |
| 332   |      | Джюрович, Василие (1910) | 11 июля 1945           | 19 декабря 1910 — 9 июня 1943      |
| 333   |      | Джюрович, Василие (1921) | 6 июля 1953            | 1921—1944                          |
| 334   |      | Джюрович, Веселин        | 27 ноября 1953         | 1924 — 13 июня 1943                |
| 335   |      | Джюрович, Видое          | 5 июля 1952            | 1911 — 13 марта 1942               |
| 336   |      | Джюрович, Марко          | 20 декабря 1951        | 1912 — май 1943                    |
| 337   |      | Джюрович, Милинко        | 10 июля 1952           | 1915—1988                          |
| 338   |      | Джюрович, Милислав       | 20 декабря 1951        | 1914—1944                          |
| 339   |      | Джялич, Джюро            | 20 декабря 1951        | 10 сентября 1920 — середина 1941   |
| 340   |      | Дивнин, Стеван           | 20 декабря 1951        | 5 февраля 1895 — 22 октября 1942   |
| 341   |      | Диванич, Милорад         | 20 октября 1953        | 15 февраля 1912 — 21 мая 1944      |
| 342   |      | Димитриевич, Божидар     | 6 июля 1953            | 1914—1944                          |
| 343   |      | Димитриевич, Джюра       | 20 декабря 1951        | 1920—1943                          |
| 344   |      | Димич, Нада              | 7 июля 1951            | 6 сентября 1923 — 21 марта 1942    |
| 345   |      | Димов, Цветан            | 29 июля 1945           | 5 марта 1909 — 7 июля 1942         |
| 346   |      | Динич, Джурджелина       | 6 июля 1945            | 9 ноября 1914 — 25 мая 1943        |
| 347   |      | Доваджия, Мустафа        | 27 июля 1951           | 1921—1942                          |
| 348   |      | Дода, Джевдет            | 26 декабря 1973        | 1906 — мая 1945                    |
| 349   |      | Докич, Петар             | 20 декабря 1951        | 10 октября 1917 — 13 января 1942   |
| 350   |      | Долничар, Владимир       | 27 ноября 1953         | 1919—1943                          |
| 351   |      | Домазет, Новица          | 26 июля 1945           | 1913—1943                          |
| 352   |      | Домани, Роберт           | 24 июля 1953           | 16 марта 1918 — 3 марта 1942       |
| 353   |      | Дошен, Илья              | 27 ноября 1953         | 14 сентября 1914 — 1991            |
| 354   |      | Дошен, Стево             | 20 декабря 1951        | 13 марта 1919 — 21 декабря 1944    |
| 355   |      | Драгар, Резека           | 15 июля 1952           | 16 ноября 1913 — 17 октября 1941   |
| 356   |      | Драгич, Симица           | 27 ноября 1953         | 28 марта 1910 — июнь 1943          |
| 357   |      | Драгишич, Дара           | 9 октября 1953         | 1921 — 22 сентября 1944            |
| 358   |      | Драгович, Воин           | 27 ноября 1953         | 1914—1942                          |
| 359   |      | Драгович, Светозар       | 5 июля 1953            | 1910 — 21 октября 1941             |
| 360   |      | Драгович, Спасое         | 10 июля 1953           | 10 мая 1919 — 6 апреля 1943        |
| 361   |      | Дражевич, Драгомир       | 20 декабря 1951        | 14 ноября 1887 — 22 июля 1943      |
| 362   |      | Дракич, Спасо            | 10 июля 1952           | 1904—1984                          |
| 363   |      | Драпшин, Петар           | 24 июля 1953           | 15 ноября 1914 — 2 ноября 1945     |
| 364   |      | Дрлевич, Саво            | 10 июля 1953           | 1912—1994                          |
| 365   |      | Дружина, Андреана        | 22 июля 1953           | 26 января 1920 — 7 марта 2021      |
| 366   |      | Дрлулович, Гойко         | 21 декабря 1951        | 1912 — ноябрь 1943                 |
| 367   |      | Дрлулович, Чедомир       | 27 ноября 1953         | 1912—1992                          |
| 368   |      | Дугалич, Душан           | 13 марта 1945          | 1910—1942                          |
| 369   |      | Дугалич, Момчило         | 5 июля 1952            | 10 октября 1918 — 15 марта 2014    |
| 370   |      | Дуганджич, Яков          | 27 ноября 1953         | 1 декабря 1905 — октябрь 1941      |
| 371   |      | Дугонич, Ратко           | 27 ноября 1953         | 10 января 1916 — 27 июня 1987      |
| 372   |      | Дугошевич, Велько        | 9 мая 1945             | 13 августа 1910 — 18 ноября 1941   |
| 373   |      | Дуде, Бранко             | 20 декабря 1951        | 1913—1997                          |
| 374   |      | Дудич, Драгойло          | 14 декабря 1949        | 9 декабря 1887 — 29 ноября 1941    |
| 375   |      | Дудич, Милош             | 25 сентября 1945       | 15 августа 1915 — январь 1944      |
| 376   |      | Дуич, Милош              | 20 декабря 1951        | 1913—1942                          |
| 377   |      | Дукич, Стеван            | 6 июля 1953            | 16 октября 1920 — июль 1942        |
| 378   |      | Дулич, Джюро             | 24 июля 1951           | 15 декабря 1920 — 29 июля 2006     |
| 379   |      | Думбович, Ката           | 20 декабря 1951        | 1903 — 29 апреля 1942              |
| 380   |      | Думичич, Любо            | 24 июля 1953           | 1920—1943                          |
| 381   |      | Дураку, Эмин             | 7 июля 1952            | 1917 — 5 декабря 1942              |
| 382   |      | Дурбаба, Йошо            | 27 ноября 1953         | 14 апреля 1920 — 2 апреля 2012     |
| 383   |      | Души, Хайдар             | 27 декабря 1973        | 18 февраля 1916 — 22 сентября 1944 |